# Аканес
Аканес (греч. Ακανές) — греческая сладость, похожая на лукум, только приправленная свежим маслом из козьего молока, а не фруктовыми эссенциями. Считается специалитетом города Серре в Северной Греции.
Название аканес восходит ко времени османского владычества в Греции, когда его называли хаканес халва или королевская халва (hakan происходит от турецких han и kağan) .
Сладость наиболее распространена в районе Серре, а также в кондитерских магазинах по всей Греции. Коммерческие названия аканес часто сопровождаются словом «Лайлия» (akanes Lailia), которое относится к горе Лаилия в Сере.
Северные греки насмешливо называют жителей Сере (и болельщиков местного СК Пансерайкоса) «аканедес».